# Borlänge (comune)
Borlänge è un comune svedese di 49 210 abitanti, situato nella contea di Dalarna. Il suo capoluogo è la città omonima, che conta circa 40 000 abitanti.

## Località
Nel territorio comunale sono comprese le seguenti aree urbane (tätort):
- Borlänge
- Halvarsgårdarna
- Idkerberget
- Norr Amsberg
- Ornäs
- Repbäcken
- Torsång